# Duitsland op de Olympische Zomerspelen 2000
Duitsland nam deel aan de Olympische Zomerspelen 2000 in Sydney, Australië. 

## Medaillewinnaars
| Sport          | Olympiër | Discipline                    | Medaille |
| -------------- | --- | ----------------------------- | -------- |
| Atletiek       | Nils Schumann | 800m (m)                      | Goud     |
| Atletiek       | Heike Drechsler | verspringen (v)               | Goud     |
| Kanovaren      | Thomas Schmidt | K-1 slalom (m)                | Goud     |
| Kanovaren      | Andreas Dittmer | C-1 1000m (m)                 | Goud     |
| Kanovaren      | Birgit Fischer Katrin Wagner | K-2 500m (v)                  | Goud     |
| Kanovaren      | Birgit Fischer Manuela Mucke Anett Schuck Katrin Wagner | K-4 500m (v)                  | Goud     |
| Paardensport   | Nadine Capellmann Ulla Salzgeber Alexandra Simons Isabell Werth | dressuur team                 | Goud     |
| Paardensport   | Otto Becker Ludger Beerbaum Marcus Ehning Lars Nieberg | springconcours team           | Goud     |
| Roeien         | Kathrin Boron Jana Thieme | dubbel-twee (v)               | Goud     |
| Roeien         | Kerstin Kowalski Meike Evers Manja Kowalski Manuela Lutze | dubbel-vier (v)               | Goud     |
| Wielersport    | Robert Bartko | individuele achtervolging (m) | Goud     |
| Wielersport    | Robert Bartko Daniel Becke Guido Fulst Jens Lehmann | ploegenachtervolging (m)      | Goud     |
| Wielersport    | Jan Ullrich | wegwedstrijd (m)              | Goud     |
| Atletiek       | Lars Riedel | discuswerpen (m)              | Zilver   |
| Gewichtheffen  | Marc Huster | -85kg (m)                     | Zilver   |
| Gewichtheffen  | Ronny Weller | +105kg (m)                    | Zilver   |
| Kanovaren      | Björn Bach Jan Schäfer Stefan Ulm Mark Zabel | K-4 1000m (m)                 | Zilver   |
| Paardensport   | Isabell Werth | dressuur individueel          | Zilver   |
| Roeien         | Claudia Blasberg Valerie Viehoff | lichte dubbel-twee (v)        | Zilver   |
| Schermen       | Ralf Bissdorf | floret (m)                    | Zilver   |
| Schermen       | Rita König | floret (v)                    | Zilver   |
| Taekwondo      | Faissal Ebnoutalib | -80kg (m)7                    | Zilver   |
| Tennis         | Tommy Haas | enkelspel (m)                 | Zilver   |
| Triatlon       | Stephan Vuckovic | mannen                        | Zilver   |
| Kanovaren      | Stefan Nimke | tijdrit (m)                   | Zilver   |
| Kanovaren      | Jens Lehmann | individuele achtervolging (m) | Zilver   |
| Kanovaren      | Jan Ullrich | tijdrit (m)                   | Zilver   |
| Kanovaren      | Hanka Kupfernagel | wegwedstrijd (v)              | Zilver   |
| Zeilen         | Gunnar Bahr Ingo Borkowski Jochen Schümann | soling                        | Zilver   |
| Zeilen         | Amelie Lux | mistral (v)                   | Zilver   |
| Atletiek       | Astrid Kumbernuss | kogelstoten (v)               | Brons    |
| Atletiek       | Kirsten Münchow | kogelslingeren (v)            | Brons    |
| Boksen         | Sebastian Köber | -91kg (m)                     | Brons    |
| Boogschieten   | Cornelia Pfohl Barbara Mensing Sandra Sachse | team (v)                      | Brons    |
| Judo           | Anna-Maria Gradante | -48kg (m)                     | Brons    |
| Kanovaren      | Ronald Rauhe Tim Wieskötter | K-2 500m (m)                  | Brons    |
| Kanovaren      | Andreas Dittmer | C-1 500m (m)                  | Brons    |
| Kanovaren      | Lars Kober Stefan Uteß | C-2 1000m (v)                 | Brons    |
| Paardensport   | Ulla Salzgeber | dressuur individueel          | Brons    |
| Roeien         | Marcel Hacker | skiff (m)                     | Brons    |
| Roeien         | Marco Geisler Andreas Hajek Stephan Volkert André Willms | dubbel-vier (m)               | Brons    |
| Roeien         | Katrin Rutschow-Stomporowski | skiff (v)                     | Brons    |
| Schermen       | Wiradech Kothny | sabel (m)                     | Brons    |
| Schermen       | Dennis Bauer Wiradech Kothny Alexander Weber | sabel team (m)                | Brons    |
| Schermen       | Sabine Bau Rita König Monika Weber | floret team (v)               | Brons    |
| Schoonspringen | Jan Hempel Heiko Meyer | 10m toren synchroon (m)       | Brons    |
| Schoonspringen | Dörte Lindner | 3m plank (v)                  | Brons    |
| Voetbal        | Nadine Angerer Renate Lingor Nicole Brandebusemeyer Maren Meinert Doris Fitschen Sandra Minnert Jeannette Götte Claudia Müller Stefanie Gottschlich Birgit Prinz Inka Grings Silke Rottenberg Ariane Hingst Kerstin Stegemann Melanie Hoffmann Bettina Wiegmann Steffi Jones Tina Wunderlich | vrouwen                       | Brons    |
| Volleybal      | Jörg Ahmann Axel Hager | beach (m)                     | Brons    |
| Wielersport    | Jens Fiedler | sprint (m)                    | Brons    |
| Wielersport    | Jens Fiedler | keirin (m)                    | Brons    |
| Wielersport    | Andreas Klöden | wegwedstrijd (m)              | Brons    |
| Zeilen         | Roland Gäbler Rene Schwall | tornado                       | Brons    |
| Zwemmen        | Stev Theloke | 100m rugslag (m)              | Brons    |
| Zwemmen        | Jens Kruppa Thomas Rupprath Torsten Spanneberg Stev Theloke | 4x100m wisselslag (m)         | Brons    |
| Zwemmen        | Antje Buschschulte Sara Harstick Kerstin Kielgass Franziska van Almsick Meike Freitag Britta Steffen | 4x200m vrije slag (v)         | Brons    |

## Deelnemers en resultaten

### Atletiek
| Olympiër                                                         | Discipline               | Resultaat | Prestatie                                                                                             |
| ---------------------------------------------------------------- | ------------------------ | --------- | --- |
| Marc Blume                                                       | 100m (m)                 | 42e       | serie 7: 4de in 10,42                                                                                 |
| Nils Schumann                                                    | 800m (m)                 | Goud      | serie 2: 1ste in 1.47,76 halve finale 1: 1ste in 1.44,22 finale: 1ste in 1.45,08                      |
| Jirka Arndt                                                      | 5000m (m)                | 8e        | serie 1: 9de in 13.26,18 finale: 8ste in 13.38,57                                                     |
| Falk Balzer                                                      | 110m horden (m)          | 13e       | serie 2: 4de in 13,67 kwartfinale 1: 2de in 13,59 halve finale 1: 6de in 13,59                        |
| Ralf Leberer                                                     | 110m horden (m)          | 18e       | serie 1: 6de in 56,74 kwartfinale 2: 5de in 13,73                                                     |
| Florian Schwarthoff                                              | 110m horden (m)          | 6e        | serie 4: 1ste in 13,55 kwartfinale 3: 1ste in 13,54 halve finale 2: 4de in 13,39 finale: 6de in 13,42 |
| Thomas Goller                                                    | 400m horden (m)          | 16e       | serie 1: 2de in 49,32 halve finale 1: 6de in 49,28                                                    |
| Damian Kallabis                                                  | 3000m steeplechase (m)   | 15e       | serie 2: 5de in 8.24,48 finale: 15de in 9.09,78                                                       |
| Carsten Eich                                                     | marathon (m)             | 54e       | 2:24.11                                                                                               |
| Michael Fietz                                                    | marathon (m)             | 37e       | 2:20.09                                                                                               |
| Andreas Erm                                                      | 20km snelwandelen (m)    | 5e        | 1:20.25                                                                                               |
| Robert Ihly                                                      | 50km snelwandelen (m)    | DNF       | niet gefinisht                                                                                        |
| Denis Trautmann                                                  | 50km snelwandelen (m)    | 21e       | 3:58.18                                                                                               |
| Mike Trautmann                                                   | 50km snelwandelen (m)    | 19e       | 3:56.19                                                                                               |
| Kofi Amoah Prah                                                  | verspringen (m)          | 5e        | kwalificatie groep A: 3de met 8,01m finale: 5de met 8,19m                                             |
| Charles Friedek                                                  | hink-stap-springen (m)   | DNF       | kwalificatie groep B: 5de met 16,93m finale: geen geldige sprong                                      |
| Wolfgang Kreißig                                                 | hoogspringen (m)         | 8e        | kwalificatie groep B: 1ste met 2,27m finale: 8ste met 2,29m                                           |
| Christian Rhoden                                                 | hoogspringen (m)         | 16e       | kwalificatie groep A: 8ste met 2,24m                                                                  |
| Danny Ecker                                                      | polsstokhoogspringen (m) | 8e        | kwalificatie groep B: 2de met 5,70m finale: 8ste met 5,80m                                            |
| Tim Lobinger                                                     | polsstokhoogspringen (m) | 13e       | kwalificatie groep A: 3de met 5,65m finale: 13de met 5,50m                                            |
| Michael Stolle                                                   | polsstokhoogspringen (m) | 4e        | kwalificatie groep B: 3de met 5,70m finale: 4de met 5,90m                                             |
| Oliver-Sven Buder                                                | kogelstoten (m)          | 8e        | kwalificatie groep A: 5de met 19,96m finale: 8ste met 20,18m                                          |
| Michael Mertens                                                  | kogelstoten (m)          | 26e       | kwalificatie groep B: 12de met 18,72m                                                                 |
| Michael Möllenbeck                                               | discuswerpen (m)         | 8e        | kwalificatie groep B: 5de met 62,72m finale: 10de met 63,14m                                          |
| Lars Riedel                                                      | discuswerpen (m)         | Zilver    | kwalificatie groep A: 1ste met 68,15m finale: 2de met 68,50m                                          |
| Jürgen Schult                                                    | discuswerpen (m)         | 8e        | kwalificatie groep A: 6de met 63,76m finale: 8ste met 64,41m                                          |
| Raymond Hecht                                                    | speerwerpen (m)          | 4e        | kwalificatie groep A: 4de met 84,00m finale: 4de met 87,76m                                           |
| Boris Henry                                                      | speerwerpen (m)          | 7e        | kwalificatie groep B: 2de met 84,58m finale: 7de met 85,78m                                           |
| Markus Esser                                                     | kogelslingeren (m)       | 35e       | kwalificatie groep A: 16de met 69,51m                                                                 |
| Karsten Kobs                                                     | kogelslingeren (m)       | 31e       | kwalificatie groep A: 15de met 72,29m                                                                 |
| Heinz Weis                                                       | kogelslingeren (m)       | 26e       | kwalificatie groep B: 14de met 73,51m                                                                 |
| Frank Busemann                                                   | tienkamp (m)             | 7e        | 8351 punten                                                                                           |
| Mike Maczey                                                      | tienkamp (m)             | 25e       | 7228 punten                                                                                           |
| Stefan Schmid                                                    | tienkamp (m)             | 9e        | 8206 punten                                                                                           |
|                                                                  |                          |           | |
| Sabrina Mulrain                                                  | 200m (v)                 | 24e       | serie 6: 3de in 23,31 kwartfinale 2: 8ste in 23,24                                                    |
| Andrea Philipp                                                   | 200m (v)                 | DNS       | serie 3: niet gestart                                                                                 |
| Claudia Gesell                                                   | 800m (v)                 | 11e       | serie 5: 2de in 1.58,56 halve finale 1: 6de in 1.59,69                                                |
| Irina Mikitenko                                                  | 5000m (v)                | 5e        | serie 2: 4de in 15.14,76 finale: 5de in 14.43,59                                                      |
| Petra Wassiluk                                                   | 10000m (v)               | 25e       | serie 1: 13de in 33.23,03                                                                             |
| Heike Meißner                                                    | 400m horden (v)          | 12e       | serie 2: 2de in 55,58 halve finale 1: 5de in 55,73                                                    |
| Ulrike Urbansky                                                  | 400m horden (v)          | 10e       | serie 4: 2de in 55,93 halve finale 1: 4de in 55,23                                                    |
| Gabriele Rockmeier Sabrina Mulrain Andrea Philipp Marion Wagner  | 4x100m (v)               | 6e        | serie 2: 2de in 42,82 halve finale 2: 3de in 42,83 finale: 6de in 43,11                               |
| Shanta Ghosh Ulrike Urbansky Birgit Rockmeier Florence Ekpo-Umoh | 4x400m (v)               | 10e       | serie 1: 4de in 3.27,02                                                                               |
| Claudia Dreher                                                   | marathon (v)             | DNS       | niet gestart                                                                                          |
| Sonja Oberem                                                     | marathon (v)             | 24e       | 2:33.45                                                                                               |
| Beate Anders-Gummelt                                             | 20km snelwandelen (v)    | 19e       | 1:34.59                                                                                               |
| Kathrin Born-Boyde                                               | 20km snelwandelen (v)    | DNF       | niet gefinisht                                                                                        |
| Heike Drechsler                                                  | verspringen (v)          | Goud      | kwalificatie groep B: 1ste met 6,84m finale: 1ste met 6,99m                                           |
| Sofia Schulte                                                    | verspringen (v)          | 29e       | kwalificatie groep B: 14de met 6,23m                                                                  |
| Susen Tiedtke                                                    | verspringen (v)          | 5e        | kwalificatie groep A: 4de met 6,65m finale: 5de met 6,74m                                             |
| Amewu Mensah                                                     | hoogspringen (v)         | 8e        | kwalificatie groep B: 1ste met 1,94m finale: 8ste met 1,93m                                           |
| Yvonne Buschbaum                                                 | polsstokhoogspringen (v) | 6e        | kwalificatie groep B: 3de met 4,30m finale: 6de met 4,40m                                             |
| Nicole Humbert                                                   | polsstokhoogspringen (v) | 5e        | kwalificatie groep A: 1ste met 4,30m finale: 5de met 4,45m                                            |
| Nadine Kleinert-Schmitt                                          | kogelstoten (v)          | 8e        | kwalificatie groep B: 4de met 18,39m finale: 8ste met 18,49m                                          |
| Astrid Kumbernuss                                                | kogelstoten (v)          | Brons     | kwalificatie groep A: 2de met 18,90m finale: 3de met 19,62m                                           |
| Franka Dietzsch                                                  | discuswerpen (v)         | 6e        | kwalificatie groep B: 7de met 60,74m finale: 6de met 63,18m                                           |
| Ilke Wyludda                                                     | discuswerpen (v)         | 7e        | kwalificatie groep A: 2de met 62,97m finale: 7de met 63,16m                                           |
| Steffi Nerius                                                    | speerwerpen (v)          | 6e        | kwalificatie groep A: 1ste met 65,76m finale: 4de met 64,84m                                          |
| Kirsten Münchow                                                  | kogelslingeren (v)       | Brons     | kwalificatie groep B: 1ste met 67,64m finale: 3de met 69,28m (NR)                                     |
| Sabine Braun                                                     | zevenkamp (v)            | 5e        | 6355 punten                                                                                           |
| Karin Ertl                                                       | zevenkamp (v)            | 7e        | 6209 punten                                                                                           |
| Astrid Retzke                                                    | zevenkamp (v)            | DNF       | niet gefinisht                                                                                        |

### Badminton
| Olympiër                        | Discipline     | Resultaat | Prestatie |
| ------------------------------- | -------------- | --------- | --- |
| Michael Helber Björn Siegemund  | dubbelspel (m) | 17e       | 1ste ronde: V van SWE Axelsson/Jönsson: 15-7, 17-15                                                                      |
|                                 |                |           | |
| Nicole Grether                  | enkelspel (v)  | 17e       | 1ste ronde: W van POL Krasowska: 13-12, 11-2 2de ronde: W van AUS Cator: 11-3, 11-3 3de ronde: V van KOR Kim: 0-11, 3-11 |
| Nicole Grether Karen Stechmann  | dubbelspel (v) | 9e        | 1ste ronde: W van DEN Jørgensen/Vange: 15-13, 15-6 2de ronde: V van NED Jonathans/van Hooren: 7-15, 4-15                 |
|                                 |                |           | |
| Michael Keck Nicol Pitro        | dubbelspel (g) | 9e        | 1ste ronde: W van CAN Moody/Cloutier: 15-6, 15-13 2de ronde: V van DEN Eriksen/Schjoldager: 7-15, 6-15                   |
| Karen Stechmann Björn Siegemund | dubbelspel (g) | 17e       | 1ste ronde: V van CHN Gao/Zhang: 15-10, 7-15, 10-15                                                                      |

### Boksen
| Olympiër        | Discipline  | Resultaat | Prestatie |
| --------------- | ----------- | --------- | --- |
| Vardan Zakarjan | -51kg (m)   | 17e       | 1ste ronde: V van THA Ponlid: scheidsrechterlijke beslissing                                                                                                  |
| Falk Huste      | -57kg (m)   | 9e        | 1ste ronde: W van FIN Turunen: 10-6 2de ronde: V van USA Juarez: 15-17                                                                                        |
| Norman Schuster | -60kg (m)   | 17e       | 1ste ronde: V van VEN Lopez: 10-24 |
| Kay Huste       | -63,5kg (m) | 9e        | 1ste ronde: W van THA Rientuanthong: 5-3 2de ronde: V van ITA Paris: 11-17                                                                                    |
| Steven Küchler  | -67kg (m)   | 5e        | 1ste ronde: W van LES Tsie: scheidsrechterlijke beslissing 2de ronde: W van DOM Lornenzo: scheidsrechterlijke beslissing kwartfinale: V van ROU Simion: 14-26 |
| Adnan Ćatić     | -71kg (m)   | 5e        | 1ste ronde: W van UZB Yarbekov: 10-6 2de ronde: W van AUS Rowles: scheidsrechterlijke beslissing kwartfinale: V van USA Taylor: 14-19                         |
| Sebastian Köber | -91kg (m)   | Brons     | 1ste ronde: W van AZE Aripgadjiev: 9-4 kwartfinale: W van CAN Simmons: scheidsrechterlijke beslissing halve finale: V van CUB Savon: 8-14                     |
| Cengiz Koç      | +91kg (m)   | 9e        | 1ste ronde: V van CUB Rubalcaba: knock-out |

### Boogschieten
| Olympiër                                            | Discipline      | Resultaat | Prestatie |
| --------------------------------------------------- | --------------- | --------- | --- |
| Christian Stubbe                                    | individueel (m) | 17e       | plaatsingsronde: 54ste met 596 punten 1ste ronde: W van FRA Torres: 163-161 2de ronde: V van CHN Yang: 152-159                                                                           |
|                                                     |                 |           | |
| Barbara Mensing                                     | individueel (m) | 9e        | plaatsingsronde: 23ste met 634 punten 1ste ronde: W van FRA Fouace: 157-149 2de ronde: W van UKR Serdyuk: 161-153 3de ronde: V van PRK Choe: 153-160                                     |
| Cornelia Pfohl                                      | individueel (m) | 17e       | plaatsingsronde: 19de met 635 punten 1ste ronde: W van GBR Priestman: 159-155 2de ronde: V van CHN He: 157-163                                                                           |
| Sandra Wagner-Sachse                                | individueel (m) | 33e       | plaatsingsronde: 31ste met 628 punten 1ste ronde: V van SWE Larsson: 146-147 |
| Barbara Mensing Cornelia Pfohl Sandra Wagner-Sachse | team (m)        | 9e        | plaatsingsronde: 5de met 1897 punten 1ste ronde: W van Georgië: 231-216 kwartfinale: W van China: 240-234 halve finale: V van Zuid-Korea: 229-240 bronzen finale: W van Turkije: 240-234 |

### Gewichtheffen
| Olympiër          | Discipline | Resultaat | Prestatie                                                      |
| ----------------- | ---------- | --------- | -------------------------------------------------------------- |
| Ingo Steinhöfel   | -77kg (m)  | 7e        | trekken: 6de met 160kg stoten: 7de met 190kg totaal: 350kg     |
| Marc Huster       | -85kg (m)  | Zilver    | trekken: 2de met 177,5kg stoten: 2de met 212,5kg totaal: 390kg |
| Lars Betker       | -94kg (m)  | 17e       | trekken: 17de met 165kg stoten: 13de met 200,5kg totaal: 365kg |
| Ronny Weller      | +105kg (m) | Zilver    | trekken: 2de met 210kg stoten: 3de met 257,5kg totaal: 467,5kg |
|                   |            |           |                                                                |
| Monique Riesterer | +75kg (v)  | 6e        | trekken: 6de met 112,5kg stoten: 7de met 132,5kg totaal: 245kg |

### Gymnastiek
| Olympiër                                                                                         | Discipline               | Resultaat | Prestatie                                                             |
| Ritmisch                                                                                         | Ritmisch                 | Ritmisch  | Ritmisch                                                              |
| ------------------------------------------------------------------------------------------------ | ------------------------ | --------- | --------------------------------------------------------------------- |
| Lena Asmus                                                                                       | individueel (v)          | 17e       | kwalificatie: 17de met 38,311 punten                                  |
| Edita Schaufler                                                                                  | individueel (v)          | 12e       | kwalificatie: 12de met 38,707 punten                                  |
| Friederike Arlt Susan Benicke Jeanine Fissler Selma Neuhaus Jessica Schumacher Annika Seibel     | team (v)                 | 4e        | kwalificatie: 5de met 38,399 punten finale: 4de met 38,899 punten     |
| Trampoline                                                                                       |                          |           |                                                                       |
| Michael Serth                                                                                    | mannen                   | 9e        | kwalificatie: 9de met 65,7 punten                                     |
|                                                                                                  |                          |           |                                                                       |
| Michael Serth                                                                                    | vrouwen                  | 8e        | kwalificatie: 1ste met 65,2 punten finale: 8ste in 5 punten           |
| Turnen                                                                                           |                          |           |                                                                       |
| Marius Tobă                                                                                      | ringen (m)               | 60e       | kwalificatie: 4de met 9,700 punten finale: 6de met 9,675 punten       |
| Jan-Peter Nikiferow                                                                              | meerkamp individueel (m) | 60e       | kwalificatie: 60ste met 46,587 punten                                 |
| Dimitrij Nonin                                                                                   | meerkamp individueel (m) | 21e       | kwalificatie: 29ste met 56,049 punten finale: 21ste met 56,310 punten |
| Sergej Pfeifer                                                                                   | meerkamp individueel (m) | 61e       | kwalificatie: 61ste met 46,549 punten                                 |
| Marius Tobă                                                                                      | meerkamp individueel (m) | 37e       | kwalificatie: 74ste met 37,337 punten                                 |
| Rene Tschernitschek                                                                              | meerkamp individueel (m) | 77e       | kwalificatie: 77ste met 36,998 punten                                 |
| Andreas Wecker                                                                                   | meerkamp individueel (m) | 30e       | kwalificatie: 30ste met 56,011 punten                                 |
| Jan-Peter Nikiferow Dimitrij Nonin Sergej Pfeifer Marius Tobă Rene Tschernitschek Andreas Wecker | meerkamp team (m)        | 10e       | kwalificatie: 10de met 225,282 punten                                 |

### Handbal
| Olympiër | Discipline | Resultaat | Prestatie |
| --- | ---------- | --------- | --- |
| Bernd Roos Bogdan Wenta Christian Schwarzer Daniel Stephan Florian Kehrmann Frank von Behren Henning Fritz Jan Holpert Jörg Kunze Klaus-Dieter Petersen Markus Baur Mike Bezdicek Stefan Kretzschmar Sven Lakenmacher Volker Zerbe | mannen     | 5e        | groep A: 2de W van Cuba: 30-20 G van Zuid-Korea: 24-24 W van Joegoslavië: 28-22 W van Rusland: 25-23 V van Egypte: 21-22 kwartfinale: V van Spanje: 26-27 5-8ste plek: W van Egypte: 24-18 5-6de plek: W van Frankrijk: 25-22 |

| Groep A |             |             |             |             |             |            |            |            |        |
| #       | Land        | Wedstrijden | Wedstrijden | Wedstrijden | Wedstrijden | Doelpunten | Doelpunten | Doelpunten | Punten |
| #       | Land        | G           | W           | G           | V           | V          | T          | Saldo      | Punten |
| 1       | Rusland     | 5           | 4           | 0           | 1           | 129        | 121        | +8         | 8      |
| 2       | Duitsland   | 5           | 3           | 1           | 1           | 128        | 113        | +15        | 7      |
| 3       | Joegoslavië | 5           | 3           | 0           | 2           | 130        | 127        | +3         | 6      |
| 4       | Egypte      | 5           | 3           | 0           | 2           | 122        | 115        | +7         | 6      |
| 5       | Zuid-Korea  | 5           | 1           | 1           | 2           | 128        | 131        | −3         | 3      |
| 6       | Cuba        | 5           | 0           | 0           | 5           | 128        | 158        | −30        | 0      |

| Ronde        | Datum  | Plaats      | Land  | Score     | Land |
| ------------ | ------ | ----------- | ----- | --------- | ---- |
| Groepsfase   |        |             |       |           |      |
| 16 september | Sydney | Duitsland   | 30-20 | Cuba      |      |
| 18 september | Sydney | Zuid-Korea  | 24-24 | Duitsland |      |
| 20 september | Sydney | Joegoslavië | 22-28 | Duitsland |      |
| 22 september | Sydney | Duitsland   | 25-23 | Rusland   |      |
| 24 september | Sydney | Duitsland   | 21-22 | Egypte    |      |
| Kwartfinale  |        |             |       |           |      |
| 26 september | Sydney | Duitsland   | 26-27 | Spanje    |      |
| 5-8ste plek  |        |             |       |           |      |
| 29 september | Sydney | Duitsland   | 24-18 | Egypte    |      |
| 5-6de plek   |        |             |       |           |      |
| 30 september | Sydney | Frankrijk   | 22-25 | Duitsland |      |

### Hockey

#### Mannen
| Olympiër | Discipline | Resultaat | Prestatie |
| --- | ---------- | --------- | --- |
| Christopher Reitz Clemens Arnold Philipp Crone Christian Wein Björn Michel Sascha Reinelt Oliver Domke Christoph Eimer Björn Emmerling Christoph Bechmann Michael Green Tibor Weißenborn Florian Kunz Christian Mayerhöfer Matthias Witthaus Ulrich Moissl | mannen     | 5e        | groep A: 3de W van Maleisië: 1-0 W van Canada: 2-1 G van Pakistan: 1-1 G van Nederland: 2-2 V van Groot-Brittannië: 1-2 5-8ste plek: W van Argentinië: 6-2 5-6de plek: W van Groot-Brittannië: 4-0 |

| Groep A |                  |             |             |             |             |            |            |            |        |
| #       | Land             | Wedstrijden | Wedstrijden | Wedstrijden | Wedstrijden | Doelpunten | Doelpunten | Doelpunten | Punten |
| #       | Land             | G           | W           | G           | V           | V          | T          | Saldo      | Punten |
| 1       | Pakistan         | 5           | 2           | 3           | 0           | 15         | 6          | +9         | 9      |
| 2       | Nederland        | 5           | 2           | 2           | 1           | 11         | 8          | +3         | 8      |
| 3       | Duitsland        | 5           | 2           | 2           | 1           | 7          | 6          | +1         | 8      |
| 4       | Groot-Brittannië | 5           | 1           | 2           | 2           | 8          | 16         | -8         | 5      |
| 5       | Maleisië         | 5           | 0           | 4           | 1           | 5          | 6          | -1         | 4      |
| 6       | Canada           | 5           | 0           | 3           | 2           | 7          | 11         | -4         | 3      |

| Ronde        | Datum  | Plaats           | Land | Score            | Land |
| ------------ | ------ | ---------------- | ---- | ---------------- | ---- |
| Groepsfase   |        |                  |      |                  |      |
| 16 september | Sydney | Maleisië         | 0-1  | Duitsland        |      |
| 18 september | Sydney | Duitsland        | 2-1  | Canada           |      |
| 21 september | Sydney | Duitsland        | 1-1  | Pakistan         |      |
| 23 september | Sydney | Nederland        | 2-2  | Duitsland        |      |
| 26 september | Sydney | Duitsland        | 1-2  | Groot-Brittannië |      |
| 5-8ste plek  |        |                  |      |                  |      |
| 28 september | Sydney | Duitsland        | 6-2  | Argentinië       |      |
| 5-6de plek   |        |                  |      |                  |      |
| 30 september | Sydney | Groot-Brittannië | 0-4  | Duitsland        |      |

#### Vrouwen
| Olympiër | Discipline | Resultaat | Prestatie |
| --- | ---------- | --------- | --- |
| Julia Zwehl Birgit Beyer Denise Klecker Tanja Dickenscheid Nadine Ernsting-Krienke Inga Möller Natascha Keller Friederike Barth Britta Becker Marion Rodewald Heike Lätzsch Katrin Kauschke Simone Thomaschinski Fanny Rinne Caroline Casaretto Franziska Gude | vrouwen    | 7e        | groep B: 4de G van Nieuw-Zeeland: 1-1 W van Zuid-Afrika: 2-1 V van China: 1-2 G van Nederland: 2-2 7-10de plek: W van Zuid-Korea: 3-2 7-8ste plek: W van Groot-Brittannië: 2-0 |

| Groep B |               |             |             |             |             |            |            |            |        |
| #       | Land          | Wedstrijden | Wedstrijden | Wedstrijden | Wedstrijden | Doelpunten | Doelpunten | Doelpunten | Punten |
| #       | Land          | G           | W           | G           | V           | V          | T          | Saldo      | Punten |
| 1       | Nieuw-Zeeland | 4           | 2           | 1           | 1           | 7          | 5          | +2         | 7      |
| 2       | China         | 4           | 2           | 0           | 1           | 4          | 5          | -1         | 6      |
| 3       | Nederland     | 4           | 1           | 2           | 1           | 9          | 9          | 0          | 5      |
| 4       | Duitsland     | 4           | 1           | 2           | 1           | 6          | 6          | 0          | 5      |
| 5       | Zuid-Afrika   | 4           | 1           | 1           | 2           | 4          | 5          | -1         | 1      |

| Ronde        | Datum  | Plaats           | Land | Score         | Land |
| ------------ | ------ | ---------------- | ---- | ------------- | ---- |
| Groepsfase   |        |                  |      |               |      |
| 16 september | Sydney | Duitsland        | 1-1  | Nieuw-Zeeland |      |
| 17 september | Sydney | Duitsland        | 2-1  | Zuid-Afrika   |      |
| 20 september | Sydney | Duitsland        | 1-2  | China         |      |
| 22 september | Sydney | Nederland        | 2-2  | Duitsland     |      |
| 7-10de plek  |        |                  |      |               |      |
| 25 september | Sydney | Zuid-Korea       | 2-3  | Duitsland     |      |
| 7-8ste plek  |        |                  |      |               |      |
| 27 september | Sydney | Groot-Brittannië | 0-5  | Duitsland     |      |

### Judo
| Olympiër            | Discipline | Resultaat | Prestatie |
| ------------------- | ---------- | --------- | --- |
| Oliver Gussenberg   | -60kg (m)  | 21e       | 1ste ronde: vrij 2de ronde: V van KAZ Donbay: ippon                                                                                                   |
| Martin Schmidt      | -73kg (m)  | 21e       | 1ste ronde: vrij 2de ronde: V van TUN Moussa |
| Florian Wanner      | -81kg (m)  | 9e        | 1ste ronde: vrij 2de ronde: W van AUT Reiter 3de ronde: V van KOR Cho herkansingen: W van PUR Figueroa herkansingen 2: V van EST Budõlin              |
| Marko Spittka       | -90kg (m)  | 21e       | 1ste ronde: V van USA Olson |
| Daniel Gürschner    | -100kg (m) | 21e       | 1ste ronde: vrij 2de ronde: V van BRA Sabino |
| Frank Möller        | +100kg (m) | 13e       | 1ste ronde: vrij 2de ronde: W van IRI Miran 3de ronde: V van RUS Tmenov herkansingen: V van NED van der Geest                                         |
|                     |            |           | |
| Anna-Maria Gradante | -48kg (v)  | Brons     | 1ste ronde: vrij 2de ronde: W van BRA Martins kwartfinale: W van BEL Simons halve finale: V van RUS Bruletova bronzen finale: W van CHN Zhao          |
| Anja von Rekowski   | -63kg (v)  | 4e        | 1ste ronde: vrij 2de ronde: W van TUN Dhahri kwartfinale: W van GBR Roberts halve finale: V van FRA Vandenhende bronzen finale: V van BEL Vandecabeye |
| Yvonne Wansart      | -70kg (v)  | 9e        | 1ste ronde: W van FRA Rambault 2de ronde: V van CUB Veranes herkansingen: W van USA Bacher herkansingen 2: V van ITA Scapin                           |
| Uta Kühnen          | -78kg (v)  | 16e       | 1ste ronde: W van GAB Engoang 2de ronde: V van KOR Lee                                                                                                |
| Sandra Köppen       | -63kg (v)  | 4e        | 1ste ronde: W van UKR Prokof'yeva 2de ronde: W van EGY Hefny kwartfinale: W van FRA Cicot halve finale: V van CHN Yuan bronzen finale: V van KOR Kim  |

### Kanovaren
| Olympiër                                                | Discipline    | Resultaat | Prestatie                                                                        |
| Slalom                                                  | Slalom        | Slalom    | Slalom                                                                           |
| ------------------------------------------------------- | ------------- | --------- | -------------------------------------------------------------------------------- |
| Sören Kaufmann                                          | C-1 (m)       | 6e        | kwalificatie: 8ste in 271,90 finale: 6de in 240,18                               |
| Stefan Pfannmöller                                      | C-1 (m)       | 5e        | kwalificatie: 7de in 271,05 finale: 5de in 239,72                                |
| André Ehrenberg Michael Senft                           | C-2 (m)       | 8e        | kwalificatie: 3de in 279,54 finale: 8ste in 301,78                               |
| ..omas Schmidt                                          | K-1 (m)       | Goud      | kwalificatie: 2de in 253,17 finale: 1ste in 217,25                               |
|                                                         |               |           |                                                                                  |
| Susanne Hirt                                            | K-1 (v)       | 10e       | kwalificatie: 8ste in 298,94 finale: 10de in 266,01                              |
| Mandy Planert                                           | K-1 (v)       | 6e        | kwalificatie: 7de in 298,39 finale: 6de in 257,85                                |
| Sprint                                                  |               |           |                                                                                  |
| Andreas Dittmer                                         | C-1 500m (m)  | Brons     | serie 2: 1ste in 1.50,340 finale: 3de in 2.27,591                                |
| Andreas Dittmer                                         | C-1 1000m (m) | Goud      | serie 2: 1ste in 3.53,962 finale: 1ste in 3.54,379                               |
| Christian Gille Thomas Zereske                          | C-2 500m (m)  | 5e        | serie 1: 3de in 1.43,233 finale: 5de in 1.59,294                                 |
| Lars Kober Stefan Uteß                                  | C-2 1000m (m) | Brons     | serie 2: 4de in 3.39,218 halve finale: 1ste in 3.43,032 finale: 3de in 3.41,129  |
| Lutz Liwowski                                           | K-1 500m (m)  | 5e        | serie 2: 4de in 1.41,091 hale finale 3: 1ste in 1.40,586 finale: 5de in 2.00,259 |
| Lutz Liwowski                                           | K-1 1000m (m) | DSQ       | serie 1: 1ste in 3.36,404 hale finale 3: gediskwalificeerd                       |
| Ronald Rauhe Tim Wieskötter                             | K-2 500m (m)  | Brons     | serie 1: 1ste in 1.30,502 finale: 3de in 1.48,771                                |
| Andreas Ihle Olaf Winter                                | K-2 1000m (m) | Brons     | serie 2: 2de in 3.14,631 finale: 4de in 3.16,627                                 |
| Björn Bach Jan Schäfer Stefan Ulm Mark Zabel            | K-4 1000m (m) | Zilver    | serie 2: 1ste in 2.59,473 finale: 2de in 2.55,704                                |
|                                                         |               |           |                                                                                  |
| Manuela Mucke                                           | K-1 500m (v)  | 10e       | serie 1: 5de in 1.54,870 halve finale: 4de in 1.55,794                           |
| Birgit Fischer Katrin Wagner                            | K-2 500m (v)  | Goud      | serie 1: 1ste in 1.42,557 finale: 1ste in 1.56,996                               |
| Birgit Fischer Manuela Mucke Anett Schuck Katrin Wagner | K-4 500m (v)  | Goud      | serie 2: 1ste in 1.33,895 finale: 1ste in 1.34,532                               |

### Moderne vijfkamp
| Olympiër     | Discipline | Resultaat | Prestatie   |
| ------------ | ---------- | --------- | ----------- |
| Eric Walther | mannen     | 16e       | 4979 punten |
|              |            |           |             |
| Elena Reiche | vrouwen    | 21e       | 4302 punten |

### Paardensport
| Olympiër                                                                  | Discipline  | Resultaat | Prestatie                                                                                                |
| Dressuur                                                                  | Dressuur    | Dressuur  | Dressuur                                                                                                 |
| ------------------------------------------------------------------------- | ----------- | --------- | --- |
| Nadine Capellmann                                                         | individueel | 9e        | Grand Prix test: 4de met 74,68% Grand Prix Special: 3de met 151,28 Grand Prix freestyle: 4de met 225,88  |
| Ulla Salzgeber                                                            | individueel | Brons     | Grand Prix test: 7de met 73,18% Grand Prix Special: 4de met 149,90 Grand Prix freestyle: 3de met 230,57  |
| Alexandra Simons-de Ridder                                                | individueel | 16e       | Grand Prix test: 5de met 74,28% Grand Prix Special: 4de met 149,906                                      |
| Isabell Werth                                                             | individueel | Zilver    | Grand Prix test: 1ste met 76,32% Grand Prix Special: 2de met 151,99 Grand Prix freestyle: 2de met 151,99 |
| Nadine Capellmann Ulla Salzgeber Alexandra Simons-de Ridder Isabell Werth | team        | Goud      | 5632 punten                                                                                              |
| Eventing                                                                  |             |           | |
| Marina Köhncke                                                            | individueel | DNF       | niet gefinisht                                                                                           |
| Kai Rüder                                                                 | individueel | DNF       | niet gefinisht                                                                                           |
| Annette Wyrwoll                                                           | individueel | 19e       | 117,8 strafpunten                                                                                        |
| Andreas Dibowski Nele Hagener Marina Köhncke Ingrid Klimke                | team        | 6e        | 150,4 strafpunten                                                                                        |
| Springconcours                                                            |             |           | |
| Otto Becker                                                               | individueel | 4e        | kwalificatie: 10de met 14 strafpunten finale: 4de met 8 strafpunten                                      |
| Ludger Beerbaum                                                           | individueel | 49e       | kwalificatie: 49ste met 37,50 strafpunten                                                                |
| Marcus Ehning                                                             | individueel | 4e        | kwalificatie: 11de met 15,75 strafpunten finale: 4de met 8 strafpunten                                   |
| Lars Nieberg                                                              | individueel | 4e        | kwalificatie: 14de met 17,5 strafpunten finale: 4de met 8 strafpunten                                    |
| Otto Becker Ludger Beerbaum Marcus Ehning Lars Nieberg                    | team        | Goud      | 8 strafpunten                                                                                            |

### Roeien
| Olympiër                                                               | Discipline             | Resultaat | Prestatie |
| ---------------------------------------------------------------------- | ---------------------- | --------- | --- |
| Marcel Hacker                                                          | skiff (m)              | Brons     | serie 3: 1ste in 6.58,31 halve finale 2: 2de in 7.03,47 finale: 3de in 6.50,83                                |
| Ingo Euler Bernhard Rühling                                            | lichte dubbel-twee (m) | 4e        | serie 2: 2de in 6.40,53 herkansingen: 1ste in 6.36,26 halve finale 1: 3de in 6.24,55 finale: 4de in 6.26,54   |
| Sebastian Mayer Stefan Roehnert                                        | dubbel-twee (m)        | 4e        | serie 3: 2de in 6.34,66 herkansingen: 1ste in 6.27,58 halve finale 1: 2de in 6.20,40 finale: 4de in 6.23,58   |
| Detlef Kirchhoff Robert Sens                                           | twee-zonder (m)        | 9e        | serie 2: 4de in 7.10,62 herkansingen: 1ste in 6.45,73 halve finale 2: 4de in 6.38,41 finale B: 3de in 6.37,94 |
| Marco Geisler Andreas Hajek Stephan Volkert André Willms               | dubbel-vier (m)        | Brons     | serie 1: 1ste in 5.51,60 halve finale 1: 1ste in 5.48,92 finale: 3de in 5.48,64                               |
| Roland Händle Marcus Mielke Thorsten Schmidt Björn Spaeter Martin Weis | lichte vier-zonder (m) | 12e       | serie 1: 3de in 6.16,37 halve finale 1: 6de in 6.15,75 finale B: 6de in 6.15,31                               |
| Jörg Dießner Jan Herzog Ike Landvoigt Dirk Meusel                      | vier-zonder (m)        | 11e       | serie 2: 3de in 6.13,62 halve finale 1: 5de in 6.15,12 finale B: 5de in 6.08,11                               |
|                                                                        |                        |           | |
| Katrin Rutschow-Stomporowski                                           | skiff (v)              | Brons     | serie 4: 1ste in 7.32,80 halve finale 2: 1ste in 7.37,77 finale: 3de in 7.28,99                               |
| Claudia Blasberg Valerie Viehoff                                       | lichte dubbel-twee (v) | Zilver    | serie 1: 1ste in 7.11,27 halve finale 1: 2de in 7.02,46 finale: 2de in 7.02,95                                |
| Kathrin Boron Jana Thieme                                              | dubbel-twee (v)        | Goud      | serie 1: 1ste in 7.04,74 finale: 1ste in 6.55,44                                                              |
| Claudia Barth Lenka Wech                                               | twee-zonder (v)        | 6e        | serie 1: 3de in 7.20,23 herkansingen: 2de in 7.20,12 finale: 6de in 7.20,08                                   |
| Meike Evers Kerstin Kowalski Manja Kowalski Manuela Lutze              | dubbel-vier (v)        | Goud      | serie 2: 1ste in 6.25,98 finale: 1ste in 6.19,58                                                              |

### Schermen
| Olympiër                                                             | Discipline      | Resultaat | Prestatie |
| -------------------------------------------------------------------- | --------------- | --------- | --- |
| Jörg Fiedler                                                         | degen (m)       | 18e       | 1st ronde: V van UKR Horbachuk: 8-9 |
| Arnd Schmitt                                                         | degen (m)       | 9e        | 1st ronde: W van USA Bloom: 15-12 2de ronde: V van SUI Fischer: 10-15 |
| Marc-Konstantin Steifensand                                          | degen (m)       | 22e       | 1st ronde: V van COL Rivas: 8-15 |
| Jörg Fiedler Arnd Schmitt Marc-Konstantin Steifensand Daniel Strigel | degen team (m)  | 5e        | 1st ronde: vrij kwartfinale: V van Cuba: 44-45 5-8ste plek: W van Hongarije: 45-39 5-6de plek: W van Wit-Rusland: 41-37                                                                                          |
| Ralf Bißdorf                                                         | floret (m)      | Zilver    | 1st ronde: vrij 2de ronde: W van UKR Kruhliek: 15-7 3de ronde: W van POR Gomes: 15-11 kwartfinale: W van HUN Marsi: 15-13 halve finale: W van FRA Ferrari: 15-7 finale: V van KOR Kim: 14-15                     |
| Richard Breutner                                                     | floret (m)      | 7e        | 1st ronde: vrij 2de ronde: W van RUS Deyev: 15-10 3de ronde: W van POL Mocek: 15-8 kwartfinale: V van FRA Ferrari: 9-15                                                                                          |
| Wolfgang Wienand                                                     | floret (m)      | 18e       | 1st ronde: vrij 2de ronde: V van HUN Marsi: 8-15 |
| Ralf Bißdorf Richard Breutner Wolfgang Wienand                       | floret team (m) | 6e        | 1st ronde: V van Polen: 37-45 5-8ste plek: W van Cuba: 45-44 5-6de plek: V van Oekraïne: 43-45 |
| Dennis Bauer                                                         | sabel (m)       | 14e       | 1st ronde: vrij 2de ronde: W van ESP Pina: 15-14 3de ronde: V van FRA Touya: 12-15 |
| Wiradech Kothny                                                      | sabel (m)       | Brons     | 1st ronde: vrij 2de ronde: W van GER Lehmann: 15-8 3de ronde: W van RUS Tsjarikov: 15-14 kwartfinale: W van RUS Frosin: 15-12 halve finale: V van ROU Covaliu: 12-15 bronzen finale: W van HUN Ferjancsik: 15-11 |
| Eero Lehmann                                                         | sabel (m)       | 23e       | 1st ronde: vrij 2de ronde: V van GER Kothny: 8-15 |
| Dennis Bauer Alexander Weber                                         | sabel team (m)  | Brons     | 1st ronde: vrij kwartfinale: W van Italië: 45-42 halve finale: V van Frankrijk: 44-45 bronzen finale: W van Roemenië: 45-27                                                                                      |
|                                                                      |                 |           | |
| Claudia Bokel                                                        | degen (v)       | 8e        | 1st ronde: vrij 2de ronde: W van NOR Andenæs: 15-10 3de ronde: W van GER Duplitzer: 15-14 kwartfinale: V van HUN Nagy: 8-15                                                                                      |
| Imke Duplitzer                                                       | degen (v)       | 10e       | 1st ronde: vrij 2de ronde: W van CHN Li 3de ronde: V van GER Bokel: 14-15 |
| Katja Nass                                                           | degen (v)       | 22e       | 1st ronde: W van UZB Petrova: 15-8 2de ronde: V van FRA Barlois-Mevel-Leroux: 12-15 |
| Claudia Bokel Imke Duplitzer Katja Nass                              | degen team (v)  | 6e        | 1st ronde: V van Rusland: 43-45 5-8ste plek: W van Noorwegen: 45-39 5-6de plek: V van Frankrijk: 33-45 |
| Sabine Bau                                                           | floret (v)      | 9e        | 1st ronde: vrij 2de ronde: W van UKR Koltsova: 15-6 3de ronde: V van GER König: 11-15 |
| Rita König                                                           | floret (v)      | Zilver    | 1st ronde: vrij 2de ronde: W van USA Zimmerman: 15-8 3de ronde: W van GER Bau: 15-11 kwartfinale: W van HUN Mohamed: 15-8 halve finale: W van ITA Trillini: 15-10 finale: V van ITA Vezzali                      |
| Monika Weber-Koszto                                                  | floret (v)      | 10e       | 1st ronde: vrij 2de ronde: W van HUN Lantos: 15-6 3de ronde: V van HUN Mohamed: 10-15 |
| Sabine Bau Rita König Monika Weber-Koszto                            | floret team (v) | 6e        | 1st ronde:vrij kwartfinale: W van Rusland: 45-35 halve finale: V van Polen: 34-45 bronzen finale: W van Verenigde Staten: 45-42                                                                                  |

### Schietsport
| Olympiër                   | Discipline                 | Resultaat | Prestatie                                                                    |
| -------------------------- | -------------------------- | --------- | ---------------------------------------------------------------------------- |
| Norbert Ettner             | 10m luchtgeweer (m)        | 15e       | kwalificatie: 15de met 589 punten                                            |
| Ferdinand Stipberger       | 10m luchtgeweer (m)        | 37e       | kwalificatie: 37ste met 584 punten                                           |
| Christian Bauer            | 50m geweer 3 houdingen (m) | 6e        | kwalificatie: 6de met 1169 punten (399-383-387) finale: 6de met 1266 punten  |
| Maik Eckhardt              | 50m geweer 3 houdingen (m) | 25e       | kwalificatie: 25ste met 1157 punten (393-379-385)                            |
| Maik Eckhardt              | 50m geweer liggend (m)     | 4e        | kwalificatie: 7de met 596 punten finale: 4de met 699,8 punten                |
| Swen Schuller              | 50m geweer liggend (m)     | 25e       | kwalificatie: 25ste met 592 punten                                           |
| Hans-Jürgen Neumaier-Bauer | 50m pistool (m)            | 20e       | kwalificatie: 20ste met 553 punten finale: 4de met 699,8 punten              |
| Artur Gevorgjan            | 50m pistool (m)            | 32e       | kwalificatie: 32ste met 543 punten                                           |
| Daniel Leonhard            | 25m snelvuurpistool (m)    | 9e        | kwalificatie: 9de met 584 punten (291-293)                                   |
| Ralf Schumann              | 25m snelvuurpistool (m)    | 5e        | kwalificatie: 7de met 584 punten (289-295) finale: 5de met 683,3 punten      |
| Daniel Leonhard            | 10m luchtpistool (m)       | 20e       | kwalificatie: 20ste met 575 punten                                           |
| Ralf Schumann              | 10m luchtpistool (m)       | 20e       | kwalificatie: 20ste met 575 punten                                           |
| Jan-Henrik Heinrich        | skeet (m)                  | 14e       | kwalificatie: 14de met 121 punten (71-50)                                    |
| Thomas Fichtner            | trap (m)                   | 9e        | kwalificatie: 9de met 114 punten (67-47)                                     |
| Waldemar Schanz            | trap (m)                   | 13e       | kwalificatie: 13de met 113 punten (66-47)                                    |
| Waldemar Schanz            | dubbeltrap (m)             | 7e        | kwalificatie: 7de met 136 punten (45-46-45)                                  |
| Michael Jakosits           | 10m bewegend doel (m)      | 12e       | kwalificatie: 12de met 570 punten (290-280)                                  |
| Manfred Kurzer             | 10m bewegend doel (m)      | 6e        | kwalificatie: 7de met 573 punten (287-286) finale: 6de met 671,3 punten      |
|                            |                            |           |                                                                              |
| Petra Horneber             | 10m luchtgeweer (m)        | 9e        | kwalificatie: 9de met 393 punten                                             |
| Sonja Pfeilschifter        | 10m luchtgeweer (m)        | 5e        | kwalificatie: 3de met 395 punten finale: 5de met 495,9 punten                |
| Petra Horneber             | 50m geweer 3 houdingen (v) | 17e       | kwalificatie: 17de met 575 punten (197-189-189)                              |
| Sonja Pfeilschifter        | 50m geweer 3 houdingen (v) | 4e        | kwalificatie: 1ste met 585 punten (200-188-197) finale: 4de met 678,5 punten |
| Alexandra Schneider        | 50m geweer 3 houdingen (v) | 11e       | kwalificatie: 11de met 578 punten (197-186-195)                              |
| Carmen Meininger           | 25m pistool (v)            | 18e       | kwalificatie: 18de met 576 punten (284-292)                                  |
| Anke Völker-Schumann       | 25m pistool (v)            | 39e       | kwalificatie: 39ste met 562 punten (285-277)                                 |
| Carmen Meininger           | 10m luchtpistool (v)       | 32e       | kwalificatie: 32ste met 373 punten                                           |
| Anke Völker-Schumann       | 10m luchtpistool (v)       | 21e       | kwalificatie: 21ste met 378 punten                                           |
| Susanne Kiermayer          | trap (v)                   | 5e        | kwalificatie: 5de met 66 punten finale: 5de met 86 punten                    |
| Susanne Kiermayer          | dubbeltrap (v)             | 9e        | kwalificatie: 9de met 98 punten (35-31-32)                                   |

### Schoonspringen
| Olympiër                       | Discipline             | Resultaat | Prestatie                                                                                             |
| ------------------------------ | ---------------------- | --------- | --- |
| Stefan Ahrens                  | 3m plank (m)           | 9e        | voorronde: 12de met 385,50 punten halve finale: 11de met 604,17 punten finale: 9de met 619,17 punten  |
| Andreas Wels                   | 3m plank (m)           | 9e        | voorronde: 6de met 414,84 punten halve finale: 6de met 639,81 punten finale: 10de met 616,53 punten   |
| Jan Hempel                     | 10m toren (m)          | 15e       | voorronde: 14de met 401,19 punten halve finale: 15de met 582,90 punten                                |
| Heiko Meyer                    | 10m toren (m)          | 10e       | voorronde: 12de met 411,36 punten halve finale: 12de met 590,70 punten finale: 10de met 600,00 punten |
| Jan Hempel Heiko Meyer         | 10m toren synhroon (m) | Brons     | 338,88 punten                                                                                         |
|                                |                        |           | |
| Dörte Lindner                  | 3m plank (m)           | Brons     | voorronde: 4de met 309,21 punten halve finale: 5de met 543,03 punten finale: 3de met 574,35 punten    |
| Conny Schmalfuss               | 3m plank (m)           | 43e       | voorronde: 43ste met 89,46 punten                                                                     |
| Ditte Kotzian                  | 10m toren (v)          | 20e       | voorronde: 20ste met 265,32 punten                                                                    |
| Ute Wetzig                     | 10m toren (v)          | 43e       | voorronde: 11de met 289,31 punten halve finale: 11de met 459,15 punten finale: 12de met 438,24 punten |
| Dörte Lindner Conny Schmalfuss | 3m plank sychroon (m)  | 7e        | 263,76 punten                                                                                         |

### Taekwondo
| Olympiër           | Discipline | Resultaat | Prestatie |
| ------------------ | ---------- | --------- | --- |
| Aziz Acharki       | -68kg (m)  | 5e        | voorronde: W van BEN Ogoudjobi: 7-0 kwartfinale: W van MON Bernasconi: 15-1 halve finale: V van USA Lopez: 0-2 herkansingen: V van AUT Çalışkan: 7-7 |
| Faissal Ebnoutalib | -80kg (m)  | Zilver    | voorronde: W van JOR Al-Fararjeh: 8-2 kwartfinale: W van AUS Hansen: 2-1 halve finale: W van CIV Konan: 4-3 finale: V van CUB Matos: 1-3             |
|                    |            |           | |
| Fadime Helvacioglu | -48kg (v)  | 10e       | voorronde: V van TPE Chi: 0-4 |

### Tafeltennis
| Olympiër                        | Discipline     | Resultaat | Prestatie |
| ------------------------------- | -------------- | --------- | --- |
| Timo Boll                       | enkelspel (m)  | 9e        | groep M: 1ste W van ARG Song: 3-1 W van QAT Al-Hammadi: 3-0 2de ronde: W van KOR Kim: 3-1 (21-11, 15-21, 21-18, 21-17) 3de ronde: V van AUT Schlager: 2-3 (22-24, 21-19, 21-17, 13-21, 16-21)                                                             |
| Peter Franz                     | enkelspel (m)  | 17e       | groep O: 1ste W van GBR Syed: 3-0 W van MRI Sahajasei: 3-0 2de ronde: V van SWE Persson: 1-3 (16-21, 15-21, 21-16, 18-21) |
| Jörg Roßkopf                    | enkelspel (m)  | 5e        | groep B: 1ste W van USA Zhuang: 3-0 W van EGY Helmy: 3-0 2de ronde: W van SWE Karlsson: 3-2 (20-22, 21-19, 21-17, 19-21, 21-12) 3de ronde: W van JPN Tasaki: 3-2 (17-21, 21-15, 21-13, 19-21, 21-14) kwartfinale: V van CHN Liu: 0-3 (11-21, 14-21, 7-21) |
| Timo Boll Jörg Roßkopf          | dubbelspel (m) | 9e        | groep H: 2de V van SCG Grujić/Lupulesku: 0-2 W van AUS Clarke/Plumb: 2-0 |
|                                 |                |           | |
| Qianhong Gotsch                 | enkelspel (v)  | 5e        | groepsfase: vrij 2de ronde: W van JPN Sakata: 3-0 (21-14, 21-16, 21-15) 3de ronde: W van KOR Suk: 3-2 (17-21, 21-17, 19-21, 21-17, 21-19) kwartfinale: V van TPE Chen: 2-3 (21-17, 21-19, 13-21, 10-21, 17-21)                                            |
| Jie Schöpp                      | enkelspel (v)  | 17e       | groepsfase: vrij 2de ronde: V van TPE Chen-Tong: 2-3 (21-16, 19-21, 21-15, 9-21, 10-21) |
| Jing Tian-Zörner                | enkelspel (v)  | 17e       | groepsfase: vrij 2de ronde: V van SWE Svensson: 2-3 (18-21, 13-21, 21-18, 21-19, 18-21) |
| Qianhong Gotsch Jie Schöpp      | dubbelspel (v) | 9e        | groep C: 1ste W van CAN Wang/Xup: 2-0 W van USA Do/Jun: 2-1 2de ronde: V van HUN Batorfi/Toth: 0-3 (16-21, 16-21, 19-21) |
| Elke Schall-Wosik Nicole Struse | dubbelspel (v) | 9e        | groep D: 1ste W van NZL Li/Li: 21 W van USA Thua/Rather: 2-0 2de ronde: V van CHN Li/Wang: 0-3 (10-21, 18-21, 17-21) |

### Tennis
| Olympiër                  | Discipline     | Resultaat | Prestatie |
| ------------------------- | -------------- | --------- | --- |
| Tommy Haas                | mannen         | Zilver    | 1ste ronde: W van RSA Ferreira: 7-5, 6-2 2de ronde: W van SWE Vinciguerra: 4-6, 6-4, 6-2 3de ronde: W van ESP Corretja: 7-6(7), 6-3 kwartfinale: W van BLR Mirnyi: 4-6, 7-5, 6-3 halve finale: W van SUI Federer: 6-3, 6-2 finale: V van RUS Kafelnikov: 6-7(4), 6-3, 2-6, 6-4, 3-6 |
| Nicolas Kiefer            | mannen         | 33e       | 1ste ronde: V van FRA Di Pasquale: 4-6, 3-6 |
| David Prinosil            | mannen         | 33e       | 1ste ronde: V van SUI Federer: 2-6, 2-6 |
| Rainer Schüttler          | mannen         | 17e       | 1ste ronde: W van USA Martin: 6-2, 6-0 2de ronde: V van BRA Kuerten: 4-6, 4-6 |
| Tommy Haas David Prinosil | dubbelspel (m) | 5e        | 1ste ronde: W van ZIM Black/Ullyett: 6-1, 6-4 2de ronde: W van KOR Lee/Yoon: 6-4, 7-5 kwartfinale: V van CAN Lareau/Nestor: 0-6, 4-6 |
|                           |                |           | |
| Jana Kandarr              | vrouwen        | Zilver    | 1ste ronde: W van RUS Lichovtseva: 6-4, 6-4 2de ronde: W van SUI Gagliardi: 7-5, 6-4 3de ronde: V van USA Williams: 2-6, 2-6 |

### Triatlon
| Olympiër         | Discipline | Resultaat | Prestatie  |
| ---------------- | ---------- | --------- | ---------- |
| Andreas Raelert  | mannen     | 12e       | 1:49.31,28 |
| Stephan Vuckovic | mannen     | Zilver    | 1:48.37,58 |
|                  |            |           |            |
| Anja Dittmer     | vrouwen    | 18e       | 2:04.36,88 |
| Joelle Franzmann | vrouwen    | 21e       | 2:05.26,96 |

### Voetbal
| Olympiër | Discipline | Resultaat | Prestatie |
| --- | ---------- | --------- | --- |
| Nicole Brandebusemeyer Ariane Hingst Bettina Wiegmann Birgit Prinz Claudia Müller Doris Fitschen Inka Grings Jeanette Götte Kerstin Stegemann Maren Meinert Melanie Hoffmann Renate Lingor Sandra Minnert Silke Rottenberg Stefanie Gottschlich Steffi Jones Tina Wunderlich | vrouwen    | Brons     | groep F: 1ste W van Australië: 3-0 W van Brazilië: 2-1 W van Zweden: 1-0 halve finale: V van Noorwegen: 0-1 bronzen finale: W van Brazilië: 2-0 |

| Groep F |           |             |             |             |             |            |            |            |        |
| #       | Land      | Wedstrijden | Wedstrijden | Wedstrijden | Wedstrijden | Doelpunten | Doelpunten | Doelpunten | Punten |
| #       | Land      | G           | W           | G           | V           | V          | T          | Saldo      | Punten |
| 1       | Duitsland | 3           | 3           | 0           | 0           | 6          | 1          | +5         | 9      |
| 2       | Brazilië  | 3           | 2           | 0           | 1           | 5          | 3          | +2         | 6      |
| 3       | Zweden    | 3           | 0           | 1           | 2           | 1          | 4          | -3         | 1      |
| 4       | Australië | 3           | 0           | 1           | 2           | 2          | 6          | -4         | 1      |

| Ronde          | Datum     | Plaats    | Land | Score     | Land |
| -------------- | --------- | --------- | ---- | --------- | ---- |
| Groepsfase     |           |           |      |           |      |
| 13 september   | Canberra  | Australië | 0-3  | Duitsland |      |
| 16 september   | Canberra  | Duitsland | 2-1  | Brazilië  |      |
| 19 september   | Melbourne | Duitsland | 1-0  | Zweden    |      |
| Halve finale   |           |           |      |           |      |
| 24 september   | Sydney    | Duitsland | 0-1  | Noorwegen |      |
| Bronzen finale |           |           |      |           |      |
| 28 september   | Sydney    | Duitsland | 2-0  | Brazilië  |      |

### Volleybal

#### Beach
| Olympiër                          | Discipline | Resultaat | Prestatie |
| --------------------------------- | ---------- | --------- | --- |
| Andreas Scheuerpflug Oliver Oetke | mannen     | 19e       | 1ste ronde: V van USA Blanton/Fonoimoana: 7-15 1ste ronde herkansingen: V van CZE Palinek/Lebl: 8-15 |
| Jörg Ahmann Axel Hager            | mannen     | Brons     | 1ste ronde: W van ESP Diez/Bosma: 15-13 2de ronde: W van CAN Holden/Leinemann: 15-6 kwartfinale: W van ESP Diez/Bosma: 16-14 halve finale: V van BRA de Melo/Santos: 5-15 bronzen finale: W van POR Maia/Brenha: 15-12 |
|                                   |            |           | |
| Maike Friedrichsen Danja Müsch    | vrouwen    | 9e        | 1ste ronde: V van FRA Prawerman/Rigaux: 14-16 1ste ronde herkansingen: W van AUS Huygens-Tholen/Straton: 15-9 1ste ronde herkansingen 2: W van GRE Karadassiou/Syfri: 15-7 2de ronde: V van BRA Bede/Behar: 9-15       |
| Ulrike Schmidt Gudula Staub       | vrouwen    | Brons     | 1ste ronde: W van CHN Tian/Zhang: 17-15 2de ronde: V van ITA Bruschini/Solazzi: 12-15 |

#### Zaal
| Olympiër | Discipline | Resultaat | Prestatie |
| --- | ---------- | --------- | --- |
| Angelina Grün Anja-Nadin Pietrek Beatrice Dömeland Christina Benecke Christina Schultz Hanka Pachale Judith Flemig Judith Sylvester Kerstin Tzscherlich Susanne Lahme Sylvia Roll Tanja Hart | zaal (v)   | 6e        | groep B: 4de V van Cuba: 0-3 (17-25, 18-25, 18-25) V van Zuid-Korea: 0-3 (16-25, 21-25, 22-25) W van Peru: 3-0 (25-16, 25-19, 25-16) V van Rusland: 2-3 (23-25, 25-13, 25-14, 26-28, 6-15) W van Italië: 3-1 (25-22, 13-25, 25-21, 25-21) kwartfinale: V van Brazilië: 0-3 (22-25, 18-25, 17-25) 5-8ste plek: W van Kroatië: 3-1 (27-25, 27-29, 25-21, 25-18) 5-6de plek: V van China: 1-3 (19-25, 19-25, 25-22, 18-25) |

| Groep B |            |             |             |             |             |             |             |        |        |        |        |
| #       | Land       | Wedstrijden | Wedstrijden | Wedstrijden | Wedstrijden | Wedstrijden | Wedstrijden | Punten | Punten | Punten | Punten |
| #       | Land       | G           | W           | V           | SW          | SV          | SR          | SPW    | SPL    | Saldo  | Punten |
| 1       | Rusland    | 5           | 5           | 0           | 15          | 5           | +10         | 465    | 392    | +73    | 10     |
| 2       | Cuba       | 5           | 4           | 1           | 14          | 4           | +10         | 419    | 332    | +87    | 9      |
| 3       | Zuid-Korea | 5           | 3           | 2           | 9           | 9           | 0           | 393    | 413    | −20    | 8      |
| 4       | Duitsland  | 5           | 2           | 3           | 8           | 10          | −2          | 380    | 395    | −15    | 7      |
| 5       | Italië     | 5           | 1           | 4           | 7           | 12          | −5          | 427    | 446    | −19    | 6      |
| 6       | Peru       | 5           | 0           | 5           | 2           | 15          | −13         | 316    | 422    | −106   | 5      |

| Ronde        | Datum  | Plaats    | Land | Score      | Land |
| ------------ | ------ | --------- | ---- | ---------- | ---- |
| Groepsfase   |        |           |      |            |      |
| 18 september | Sydney | Duitsland | 0-3  | Cuba       |      |
| 18 september | Sydney | Duitsland | 0-3  | Zuid-Korea |      |
| 20 september | Sydney | Peru      | 0-3  | Duitsland  |      |
| 22 september | Sydney | Duitsland | 2-3  | Rusland    |      |
| 24 september | Sydney | Italië    | 1-3  | Duitsland  |      |
| Kwartfinale  |        |           |      |            |      |
| 26 september | Sydney | Brazilië  | 3-0  | Duitsland  |      |
| 5-8ste plek  |        |           |      |            |      |
| 27 september | Sydney | Duitsland | 3-1  | Kroatië    |      |
| 5-6de plek   |        |           |      |            |      |
| 28 september | Sydney | Duitsland | 1-2  | Rusland    |      |

### Wielersport
| Olympiër                                  | Discipline                    | Resultaat | Prestatie |
| Baan                                      | Baan                          | Baan      | Baan |
| ----------------------------------------- | ----------------------------- | --------- | --- |
| Jens Fiedler                              | sprint (m)                    | Brons     | kwalificatie: 4de in 10,287 1ste ronde: W van NZL Peden 2de ronde: W van AUS Hill: 10,682 kwartfinale: W van GER van Eijden: 2-0 halve finale: V van USA Nothstein: 0-2 bronzen finale: W van FRA Gane: 2-0 |
| Jan van Eijden                            | sprint (m)                    | 5e        | kwalificatie: 11de in 10,540 1ste ronde: W van AUS Eadie 2de ronde: W van LAT Bērziņš: 10,682 kwartfinale: V van GER Fiedler: 0-2 5-8ste plek: 1ste in 11,040                                               |
| Robert Bartko                             | individuele achtervolging (m) | Goud      | kwalificatie: 1ste in 4.18,972 halve finale: W van GBR Hayles: 4.23,032 finale: W van GER Lehmann: 4.18,515                                                                                                 |
| Jens Lehmann                              | individuele achtervolging (m) | Zilver    | kwalificatie: 3de in 4.21,350 halve finale: W van AUS McGee: 4.21,067 finale: V van GER Bartko: 4.23,824 |
| Sören Lausberg                            | tijdrit (m)                   | 4e        | 1.02,937 |
| Stefan Nimke                              | tijdrit (m)                   | Zilver    | 1.02,487 |
| Thorsten Rund                             | tijdrit (m)                   | 23e       | 0 punten |
| Jens Fiedler                              | keirin (m)                    | Brons     | serie 1: 1ste 2de ronde: 1ste finale: 3de |
| Jan van Eijden                            | keirin (m)                    | 4e        | serie 3: 1ste 2de ronde: 2de finale: 4de |
| Guido Fulst Olaf Pollack                  | ploegkoers (m)                | 6e        | 9 punten |
| Jens Fiedler Soeren Lausberg Stefan Nimke | ploegensprint (m)             | 7e        | kwalificatie: 8ste in 45,701 1ste ronde: V van Frankrijk: 45,537 |
| Jens Fiedler Soeren Lausberg Stefan Nimke | ploegenachtervolging (m)      | Goud      | kwalificatie: 4de in 4.05,750 1ste ronde: W van Australië: 4.01,810 (OR) halve finale: W van Frankrijk: 4.05,930 finale: W van Oekraïne: 3.59,710                                                           |
|                                           |                               |           | |
| Kathrin Freitag                           | sprint (v)                    | 9e        | kwalificatie: 10de in 11,792 1ste ronde: V van CAN Dubnicoff herkansingen: 2de 9-12de plek: 1ste |
| Judith Arndt                              | individuele achtervolging (v) | 6e        | kwalificatie: 6de in 3.37,609 |
| Kathrin Freitag                           | tijdrit (v)                   | 7e        | 35,473 |
| Ulrike Weichelt                           | tijdrit (v)                   | 6e        | 35,315 |
| Judith Arndt                              | puntenkoers (v)               | 4e        | 12 punten |
| Mountainbike                              |                               |           | |
| Carsten Bresser                           | mannen                        | 8e        | 2:13.36 |
| Lado Fumic                                | mannen                        | 5e        | 2:11.57 |
|                                           |                               |           | |
| Hedda zu Putlitz                          | vrouwen                       | 13e       | 1:58.19 |
| Sabine Spitz                              | vrouwen                       | 9e        | 1:54.46 |
| Weg                                       |                               |           | |
| Andreas Klöden                            | tijdrit (m)                   | 12e       | 59.33 |
| Jan Ullrich                               | tijdrit (m)                   | Zilver    | 57.48 |
| Rolf Aldag                                | wegwedstrijd (m)              | 24e       | 5:30.46 |
| Andreas Klöden                            | wegwedstrijd (m)              | Brons     | 5:29.20 |
| Jan Ullrich                               | wegwedstrijd (m)              | Goud      | 5:09.08 |
| Jens Voigt                                | wegwedstrijd (m)              | 56e       | 5:30.46 |
| Erik Zabel                                | wegwedstrijd (m)              | 14e       | 5:30.46 |
|                                           |                               |           | |
| Judith Arndt                              | tijdrit (v)                   | 7e        | 43.31 |
| Hanka Kupfernagel                         | tijdrit (v)                   | 8e        | 43.37 |
| Hanka Kupfernagel                         | wegwedstrijd (v)              | Zilver    | 3:06.31 |
| Petra Rossner                             | wegwedstrijd (v)              | 30e       | 3:09.17 |
| Ina-Yoko Teutenberg                       | wegwedstrijd (v)              | DNF       | niet gefinisht |

### Worstelen
| Olympiër             | Discipline  | Resultaat   | Prestatie |
| Vrije stijl          | Vrije stijl | Vrije stijl | Vrije stijl |
| -------------------- | ----------- | ----------- | --- |
| Vasilij Zeiher       | -54kg (m)   | 15e         | groep 3: 3de V van UZB Achilov: 2-9 V van KAZ Mamyrov: 1-8 |
| Othmar Kuhner        | -58kg (m)   | 14e         | groep 6: 4de V van AZE Abdullayev: 5-8 V van ARM Berberyan: 2-14 V van UKR Buslovych: 1-4                                                                          |
| Jürgen Scheibe       | -63kg (m)   | 19e         | groep 1: 3de V van BUL Barzakov: 0-3 V van MDA Bodisteanu: 0-10 |
| Alexander Leipold    | -76kg (m)   | DSQ         | groep 6: 1ste W van CUB Romero: 4-1 W van SVK Kertanti: 5-0 W van MKD Gadzhikhanov: 5-2 halve finale: W van KOR Moon: 3-1 finale: W van USA Slay: 4-0              |
| Arawat Sabejew       | -97kg (m)   | 9e          | groep 1: 2de W van LTU Pauliukonis: 5-1 V van GEO Kurtanidze: 1-3                                                                                                  |
| Sven Thiele          | -130kg (m)  | 7e          | groep 5: 2de W van SVK Pecha: 10-0 V van RUS Musulbes: 0-5 |
| Grieks-Romeins       |             |             | |
| Alfred Ter-Mkrtchyan | -54kg (m)   | 5e          | groep 1: 1ste W van GEO Tsertsvadze: 5-0 W van FIN Katajisto: 3-0 kwartfinale: V van KOR Sim: 4-6 5-6de plek: W van CHN Wang: 6-0                                  |
| Rifat Yildiz         | -58kg (m)   | 4e          | groep 6: 1ste W van TUN Barguaoui: 4-0 W van RUS Nikonorov: 4-1 W van ROU Borascu: 6-4 halve finale: V van BUL Nazarjan: 0-10 bronzen finale: V van CHN Shang: 0-2 |
| Adam Juretzko        | -69kg (m)   | 13e         | groep 1: 2de V van KOR Son: 0-12 W van SWE Schoberg: 2-0 |
| Thomas Zander        | -85kg (m)   | 12e         | groep 1: 2de W van FIN Asell: 3-1 V van TUR Yerlikaya: 1-5 |

### Zeilen
| Olympiër                                   | Discipline  | Resultaat | Prestatie                                     |
| ------------------------------------------ | ----------- | --------- | --------------------------------------------- |
| Alexander Baronjan                         | mistral (m) | 9e        | 84 punten: (13-5-6-5-10-11-9-DNF-17-8-18)     |
| Michael Fellmann                           | finn (m)    | 21e       | 145 punten: (18-23-20-5-24-18-20-18-19-15-12) |
| Stefan Meister Frank Thieme                | 470 (m)     | 17e       | 130 punten: (20-18-24-26-24-15-7-13-4-24-5)   |
|                                            |             |           |                                               |
| Amelie Lux                                 | mistral (v) | Zilver    | 84 punten: (1-2-1-1-4-2-2-3-2-2-2)            |
| Petra Niemann                              | europe (v)  | 13e       | 87 punten: (13-6-18-3-9-15-OCS-OCS-5-9-9)     |
| Nicola Birkner Wibke Bülle                 | 470 (v)     | 5e        | 54 punten: (8-2-4-6-12-4-OCS-13-1-4-15)       |
|                                            |             |           |                                               |
| Philip Barth Marcus Baur                   | 49er        | 5e        | 81 punten: (5-1-4-3-11-12-5-6-9-6-6-10-3-6-6) |
| Roland Gäbler René Schwall                 | tornado     | Brons     | 38 punten: (10-4-8-5-3-11-7-2-1-1-7)          |
| Thomas Auracher Marc Aurel Pickel          | star        | 12e       | 82 punten: (11-6-2-13-10-8-11-13-8-15-DSQ)    |
| Gunnar Bahr Ingo Borkowski Jochen Schümann | soling      | 10e       | 41 punten: (14-10-3-7-10-11)                  |

### Zwemmen
| Olympiër                                                                                             | Discipline            | Resultaat | Prestatie                                                                      |
| --- | --------------------- | --------- | ------------------------------------------------------------------------------ |
| Stephan Kunzelmann                                                                                   | 50m vrije slag (m)    | 28e       | serie 7: 3de in 23,08                                                          |
| Torsten Spanneberg                                                                                   | 100m vrije slag (m)   | 25e       | serie 7: 3de in 50,56                                                          |
| Christian Tröger                                                                                     | 100m vrije slag (m)   | 14e       | serie 8: 4de in 49,76 halve finale 1: 8ste in 49,80                            |
| Stefan Herbst                                                                                        | 200m vrije slag (m)   | 13e       | serie 5: 5de in 1.49,84 halve finale 1: 5de in 1.49,72                         |
| Stefan Pohl                                                                                          | 200m vrije slag (m)   | 16e       | serie 6: 4de in 1.50,07 halve finale 1: 8ste in 1.50,56                        |
| Heiko Hell                                                                                           | 400m vrije slag (m)   | 9e        | serie 5: 4de in 3.50,80                                                        |
| Heiko Hell                                                                                           | 1500m vrije slag (m)  | 8e        | serie 5: 3de in 15.11,91 finale: 8ste in 15.19,87                              |
| Steffen Driesen                                                                                      | 100m rugslag (m)      | 7e        | serie 6: 2de in 55,39 halve finale 2: 5de in 55,41 finale: 7de in 55,27        |
| Stev Theloke                                                                                         | 100m rugslag (m)      | Brons     | serie 5: 1ste in 55,00 halve finale 2: 2de in 54,95 finale: 3de in 54,82       |
| Ralf Braun                                                                                           | 200m rugslag (m)      | 21e       | serie 6: 8ste in 2.01,35                                                       |
| Jens Kruppa                                                                                          | 100m schoolslag (m)   | 11e       | serie 9: 2de in 1.02,09 halve finale 2: 6de in 1.01,92                         |
| Mark Warnecke                                                                                        | 100m schoolslag (m)   | 20e       | serie 9: 6de in 1.02,85                                                        |
| Jens Kruppa                                                                                          | 200m schoolslag (m)   | DNS       | serie 6: niet gestart                                                          |
| Christian Keller                                                                                     | 100m vlinderslag (m)  | DNS       | serie 8: niet gestart                                                          |
| Thomas Rupprath                                                                                      | 100m vlinderslag (m)  | 7e        | serie 7: 4de in 53,57 halve finale 2: 5de in 53,18 finale: 7de in 53,13        |
| Christian Keller                                                                                     | 200m vlinderslag (m)  | 15e       | serie 4: 2de in 1.58,32 halve finale 2: 8ste in 1.58,96                        |
| Christian Keller                                                                                     | 200m wisselslag (m)   | 6e        | serie 5: 4de in 2.02,09 halve finale 1: 2de in 2.01,23 finale: 6de in 2.02,02  |
| Jens Kruppa                                                                                          | 200m wisselslag (m)   | 12e       | serie 6: 5de in 2.03,08 halve finale 1: 7de in 2.02,55                         |
| Jirka Letzin                                                                                         | 400m wisselslag (m)   | 9e        | serie 5: 5de in 4.18,63                                                        |
| Lars Conrad Torsten Spanneberg Stephan Kunzelmann Stefan Herbst                                      | 4x100m vrije slag (m) | 4e        | serie 1: 1ste in 3.18,70 finale: 4de in 3.17,77                                |
| Heiko Hell Michael Kiedel Christian Keller Stefan Herbst                                             | 4x200m vrije slag (m) | 6e        | serie 2: 2de in 7.19,95 finale: 6de in 7.20,19                                 |
| Stev Theloke Jens Kruppa Thomas Rupprath Torsten Spanneberg                                          | 4x100m wisselslag (m) | Brons     | serie 3: 1ste in 3.38,50 (NR) finale: 3de in 3.35,88 (NR)                      |
| |                       |           |                                                                                |
| Katrin Meißner                                                                                       | 50m vrije slag (v)    | 11e       | serie 10: 6de in 25,64 halve finale 1: 5de in 25,62                            |
| Sandra Völker                                                                                        | 50m vrije slag (v)    | 6e        | serie 9: 3de in 25,44 halve finale 1: 3de in 25,22 finale: 6de in 25,27        |
| Antje Buschschulte                                                                                   | 100m vrije slag (v)   | DNS       | serie 5: niet gestart                                                          |
| Sandra Völker                                                                                        | 100m vrije slag (v)   | 15e       | serie 5: 2de in 55,54 halve finale 2: 8ste in 55,97                            |
| Kerstin Kielgaß                                                                                      | 200m vrije slag (v)   | 4e        | serie 6: 3de in 2.00,25 halve finale 1: 2de in 1.59,78 finale: 4de in 1.58,86  |
| Franziska van Almsick                                                                                | 200m vrije slag (v)   | 11e       | serie 5: 2de in 2.00,37 halve finale 2: 5de in 2.00,26                         |
| Kerstin Kielgaß                                                                                      | 400m vrije slag (v)   | 15e       | serie 5: 6de in 4.13,10                                                        |
| Hannah Stockbauer                                                                                    | 400m vrije slag (v)   | 6e        | serie 5: 2de in 4.10,67 finale: 6de in 4.10,38                                 |
| Jana Henke                                                                                           | 800m vrije slag (v)   | 7e        | serie 3: 3de in 8.31,86 finale: 7de in 8.31,97                                 |
| Hannah Stockbauer                                                                                    | 800m vrije slag (v)   | 5e        | serie 4: 2de in 8.31,74 finale: 5de in 8.30,11                                 |
| Antje Buschschulte                                                                                   | 100m rugslag (v)      | 9e        | serie 5: 2de in 1.02,23 halve finale 2: 5de in 1.01,91                         |
| Sandra Völker                                                                                        | 100m rugslag (v)      | 15e       | serie 5: 5de in 1.02,88 halve finale 2: 7de in 1.03,01                         |
| Antje Buschschulte                                                                                   | 200m rugslag (v)      | 7e        | serie 5: 3de in 2.13,42 halve finale 1: 3de in 2.12,64 finale: 7de in 2.13,31  |
| Cathleen Rund                                                                                        | 200m rugslag (v)      | 11e       | serie 2: 3de in 2.13,87 halve finale 2: 7de in 2.13,85                         |
| Sylvia Gerasch                                                                                       | 100m schoolslag (v)   | 8e        | serie 6: 3de in 1.09,31 halve finale 1: 4de in 1.09,33 finale: 8ste in 1.09,86 |
| Simone Karn                                                                                          | 100m schoolslag (v)   | 14e       | serie 6: 5de in 1.09,94 halve finale 1: 4de in 1.09,85                         |
| Ina Hüging                                                                                           | 200m schoolslag (v)   | 18e       | serie 3: 5de in 2.30,00                                                        |
| Anne Poleska                                                                                         | 200m schoolslag (v)   | 12e       | serie 3: 4de in 2.29,15 halve finale 1: 7de in 2.28,99                         |
| Daniela Samulski                                                                                     | 100m vlinderslag (v)  | 27e       | serie 5: 7de in 1.01,31                                                        |
| Franziska van Almsick                                                                                | 100m vlinderslag (v)  | 17e       | serie 5: 4de in 59,72                                                          |
| Franziska van Almsick                                                                                | 200m vlinderslag (v)  | 28e       | serie 3: 7de in 2.11,94                                                        |
| Sabine Herbst-Klenz                                                                                  | 200m wisselslag (v)   | 15e       | serie 5: 6de in 2.17,18 halve finale 2: 8ste in 2.17,51                        |
| Nicole Hetzer                                                                                        | 200m wisselslag (v)   | 16e       | serie 3: 4de in 2.16,78 halve finale 1: 8ste in 2.18,08                        |
| Sabine Herbst-Klenz                                                                                  | 400m wisselslag (v)   | 16e       | serie 3: 5de in 4.47,79                                                        |
| Nicole Hetzer                                                                                        | 400m wisselslag (v)   | 5e        | serie 2: 2de in 4.43,23 finale: 5de in 4.43,56                                 |
| Katrin Meißner Britta Steffen Daniela Samulski Kerstin Kielgass                                      | 4x100m vrije slag (v) | 4e        | serie 2: 3de in 3.43,22 finale: 4de in 3.40,31 (NR)                            |
| Franziska van Almsick Antje Buschschulte Sara Harstick Kerstin Kielgass Britta Steffen Meike Freitag | 4x200m vrije slag (v) | Brons     | serie 2: 4de in 8.06,52 finale: 3de in 7.58,64 (NR)                            |
| Antje Buschschulte Sylvia Gerasch Franziska van Almsick Katrin Meißner                               | 4x100m wisselslag (v) | 4e        | serie 3: 1ste in 4.06,02 finale: 4de in 4.04,33 (NR)                           |

Albanië · Algerije · Amerikaanse Maagdeneilanden · Amerikaans-Samoa · Andorra · Angola · Antigua en Barbuda · Argentinië · Armenië · Aruba · Australië · Azerbeidzjan · Bahama's · Bahrein · Bangladesh · Barbados · België · Belize · Benin · Bermuda · Bhutan · Bolivia · Bosnië en Herzegovina · Botswana · Brazilië · Britse Maagdeneilanden · Brunei · Bulgarije · Burkina Faso · Burundi · Cambodja · Canada · Centraal-Afrikaanse Republiek · Chili · China · Chinees Taipei · Colombia · Comoren · Congo-Brazzaville · Congo-Kinshasa · Cookeilanden · Costa Rica · Cuba · Cyprus · Denemarken · Djibouti · Dominica · Dominicaanse Republiek · Duitsland · Ecuador · Egypte · El Salvador · Equatoriaal-Guinea · Eritrea · Estland · Ethiopië · Fiji · Filipijnen · Finland · Frankrijk · Gabon · Gambia · Georgië · Ghana · Grenada · Griekenland · Groot-Brittannië · Guam · Guatemala · Guinee · Guinee‑Bissau · Guyana · Haïti · Honduras · Hongarije · Hongkong · Ierland · IJsland · India · Indonesië · Irak · Iran · Israël · Italië · Ivoorkust · Jamaica · Japan · Jemen · Joegoslavië · Jordanië · Kaaimaneilanden · Kaapverdië · Kameroen · Kazachstan · Kenia · Kirgizië · Koeweit · Kroatië · Laos · Lesotho · Letland · Libanon · Liberia · Libië · Liechtenstein · Litouwen · Luxemburg · Macedonië · Madagaskar · Malawi · Malediven · Maleisië · Mali · Malta · Marokko · Mauritanië · Mauritius · Mexico · Micronesië · Moldavië · Monaco · Mongolië · Mozambique · Myanmar · Namibië · Nauru · Nederland · Nederlandse Antillen · Nepal · Nicaragua · Nieuw-Zeeland · Niger · Nigeria · Noord-Korea · Noorwegen · Oeganda · Oekraïne · Oezbekistan · Oman · Oostenrijk · Pakistan · Palau · Palestina · Panama · Papoea-Nieuw-Guinea · Paraguay · Peru · Polen · Portugal · Puerto Rico · Qatar · Roemenië · Rusland · Rwanda · Saint Kitts en Nevis · Saint Lucia · Saint Vincent en Grenadines · Salomonseilanden · Samoa · San Marino ·  Sao Tomé en Principe · Saoedi-Arabië · Senegal · Seychellen · Sierra Leone · Singapore · Slovenië · Slowakije · Soedan · Somalië · Spanje · Sri Lanka · Suriname · Swaziland · Syrië · Tadzjikistan · Tanzania · Thailand · Togo · Tonga · Trinidad en Tobago · Tsjaad · Tsjechië · Tunesië · Turkije · Turkmenistan · Uruguay · Vanuatu · Venezuela · Verenigde Arabische Emiraten · Verenigde Staten · Vietnam · Wit-Rusland · Zambia · Zimbabwe · Zuid-Afrika · Zuid-Korea · Zweden · Zwitserland · Individuele olympische atleten